# Kanton Caen-3
Kanton Caen-3 (fr. Canton de Caen-3) je francouzský kanton v departementu Calvados v regionu Normandie. Skládá se z části města Caen a obce Épron.